# Béla Kádár (Maler)

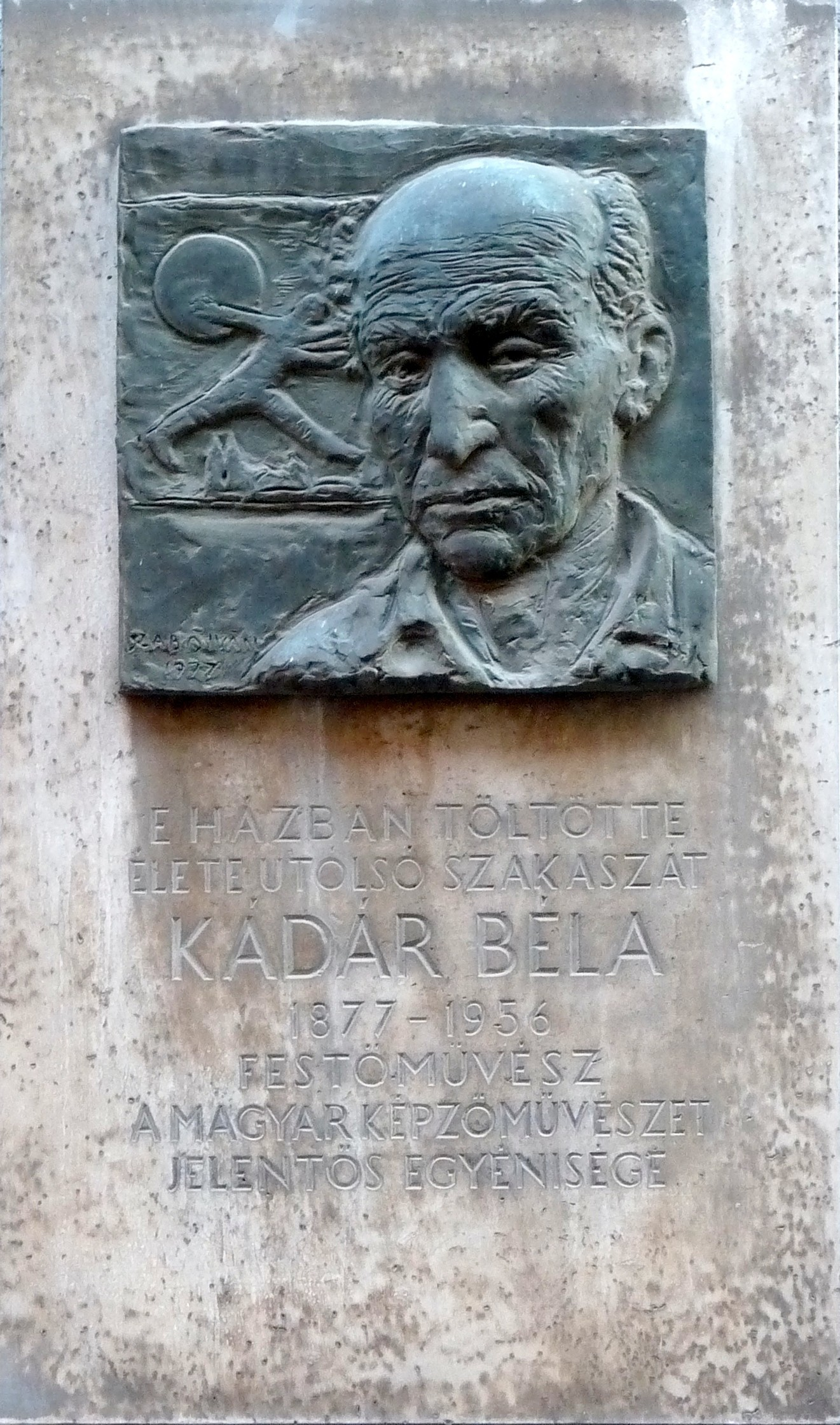
Gedächtnistafel für Béla Kádár, Budapest, VIII. Distrikt, Bródy-Sándor-Straße 17, von Iván Szabó.

Béla Kádár (geboren 14. Juni 1877 in Budapest, Österreich-Ungarn; gestorben 22. Januar 1956 in Budapest) war ein ungarischer Maler und Zeichner. Er zählt zu den wichtigsten ungarischen bildenden Künstlern des 20. Jahrhunderts.

## Leben
Kádár entstammte einer jüdischen Arbeiterfamilie in Ungarn. Wegen des frühen Todes seines Vaters musste er nach nur sechs Jahren Volksschule als Eisendreher arbeiten. Schon frühzeitig begann er zu malen und studierte ab 1902 an der Budapester „Akademie der schönen Künste“. Im Jahr 1906 hatte er eine viel beachtete Ausstellung in der ungarischen Nationalgalerie. Anlässlich einer Ausstellung im Neuen Künstlerhaus in Budapest 1913 war zu lesen: „Bela Kádár komponiert gleichfalls dekorativ wirkende Gemälde in einem Mischstil, den er von den Griechen und den Meistern der Frührenaissance zu einem angesehenen Barock ableitete“.
Nachdem er 1910 zum ersten Mal Ungarn zu Studienreisen nach Paris und Berlin verlassen hatte, verließ Kadar 1918 seine Heimat endgültig, um in Deutschland und Frankreich zu leben. 1919 hatte er eine Ausstellung mit Hugo Scheiber in Wien, mit dem er 1920 nach Berlin ging. Im Dezember 1923 hatte er mit 57 Ölgemälden, Pastellen, Aquarellen und Zeichnungen seine erste Einzelausstellung in Herwarth Waldens Galerie „Der Sturm“, die nächste dort 1924 mit Schreiber und eine weitere im gleichen Jahr mit Lothar Schreyer. Seine Bilder wurden Waldens Kunstzeitschrift Der Sturm veröffentlicht, z. B. Während seines Aufenthalts im Berlin der 1920er Jahre wandelte er seinen Zeichenstil vom markanten Ausdruck hin zu einem eher romantischen. Er wurde dabei durch die deutschen Expressionisten und besonders durch die Künstler des Blauen Reiters inspiriert und nahm in seine Werke auch Elemente anderer zeitgenössische Stilrichtungen auf wie den Kubismus, Futurismus, Neo-Primitivismus, Konstruktivismus und die Metaphysische Malerei.
Während der 1920er und frühen 1930er Jahre stellte er in Budapest, Berlin, Philadelphia und durch Vermittlung von Katherine Dreier zweimal im New Yorker Brooklyn Museum aus. Im September 1928 reiste er zur zweiten Ausstellung nach New York.
Kádár wurde 1944 im Budapester Zwangsghetto eingesperrt, seine Frau und seine Söhne wurden Opfer des Holocaust.

## Würdigung
Kádár steht für ein eigenständiges und unauswechselbares künstlerisches Werk, in dem sich das bäuerliche Leben der Heimat mit seinen vielfältigen folkloristischen Details mit chassidischer Gläubigkeit vereint. Poetisches im Szenischen, in den Farbklängen und Linienzügen. Ein steter Wechsel zwischen Dinghaftem und kompositorisch Bedingtem, zwischen Körperkontur und lyrischem Schriftzug.
Charakteristisch für Kádárs Werke ist, dass sie die Illusion des Wirklichen und Über-Wirklichen erwecken und mit hoher technischer Perfektion und einem Heiterkeit ausstrahlenden Sinn für Harmonie entstanden sind. Hinter seinem Harmonieempfinden steht ein tiefes Mitgefühl mit menschlichen Schicksalen und unerschöpfliche Hoffnung. Selbst in schwierigsten Zeiten, so zum Beispiel, als seine Arbeiten als entartete Kunst abgestempelt wurden, ließ er die Hoffnung nicht fahren.

## Einzelausstellungen (Auswahl)
- 1966: München, Galerie Wolfgang Ketterer
- 1970: Mailand, Galleria dell'Incisione
- 1971: Budapest, Magyar Nemzeti Galéria
- 1972: London, Roland, Browse and Delbanco
- 1976: Saarbrücken, Galerie Ernst
- 1979: Frankfurt/Main, Galerie Schönbrunn
- 1985: New York: Paul Kövesdy Gallery
- 2002: Budapest, Mű-Terem Galéria